# Jarid Manos
Jarid Manos é um autor, palestrante, activista ambiental, fundador e presidente do Great Plains Restoration Council. Ele é autor de Ghetto Plainsman (2007, 2010).
Foi descrito como "um ex-traficante de drogas gay negro de ascendência mourisca que actualmente é um ativista ambiental".
Em 1999, Manos fundou o Great Plains Restoration Council e também foi membro fundador do Southern Plains Land Trust. O Southern Plains Land Trust, com sede em Boulder, Colorado, comprou por $198.000 um terreno de 0,518 hectares para receber cães da pradaria realocados, e esteve envolvido em controvérsia com proprietários de terras do Condado de Baca, Colorado, A controvérsia foi levada à consideração do Comité de Agricultura da Câmara dos Representantes dos Estados Unidos.
Em 1997, Manos, morador de Pueblo, foi condenado por assédio contra caçadores e absolvido de invasão de propriedade, num processo de desobediência civil. Manos e seis outros manifestantes foram presos a 5 de julho "por interromper um tiroteio de cães da pradaria em propriedade privada".
O seu livro Ghetto Plainsman foi calorosamente endossado pelo autor best-seller E. Lynn Harris (1955-1999) antes de Harris morrer.

## Obras publicadas
- Ghetto Plainsman (2007,2010)